# Ceratomerus mediocris
Ceratomerus mediocris är en tvåvingeart som beskrevs av Collin 1933. Ceratomerus mediocris ingår i släktet Ceratomerus och familjen Brachystomatidae. Inga underarter finns listade i Catalogue of Life.